# Mombello Monferrato
Mombello Monferrato là một đô thị ở tỉnh Alessandria trong vùng Piedmont của Italia, có vị trí cách khoảng 45 km về phía đông của Torino và khoảng 40 km về phía tây bắc của Alessandria. Tại thời điểm ngày 31 tháng 12 năm 2004, đô thị này có dân số 1.105 người và diện tích là 19,9 km².
Mombello Monferrato giáp các đô thị: Camino, Castelletto Merli, Cerrina Monferrato, Gabiano, Ponzano Monferrato, Serralunga di Crea, và Solonghello.